# 양정 (조선)
양정 (楊汀, ? ~ 1466년)은 조선 전기의 무신이다. 무예가 뛰어났으며 내금위(內禁衛)의 무사로 있다가 한명회의 천거로 수양대군의 측근이 되었다. 본관은 청주 또는 안악이다. 세종대왕의 후궁이자 단종의 유모인 혜빈 양씨와는 9촌 숙질간이 된다.
세조의 총애를 받아서 그 후 건국 공신에 여러차례 임명됐고, 그 뒤 공조판서, 중추부판사(中樞府判事)를 거쳐 1458년부터 1465년까지 평안도 도절제사, 병마절도사를 지내는 등 외관직을 역임하고 1466년 1월 귀경하나, 오랫동안 북방의 변경지대에서만 근무하였다는 것에 대하여 커다란 불만을 품게 되었다. 그해 9월 세조가 특별 위로연을 베풀었는데, 취중에 세조에게 양위하라고 권유했다가 그만 세조의 분노를 사서 대간과 승정원 등의 탄핵을 받고 사형당했다.

## 생애
고려말 도첨의정승을 지낸 양기의 5대손으로, 양기는 중국 원나라 사람인데 고려 공민왕의 왕비로 고려에 시집온 노국대장공주의 배종으로 수행하여 고려에 입국하였다. 양기의 아들 중 양만수의 4대손으로, 양만수의 동생인 양지수는 혜빈 양씨의 증조부가 된다. 양지수의 아들 호조판서 양첨식이 혜빈양씨의 할아버지가 된다.
양기는 청주에 정착했는데, 그의 아들들 중 양만수가 안악에 정착하면서 그의 직계는 안악양씨로도 불렸다. 후에 그의 친척 고모인 혜빈 양씨는 세종대왕의 후궁이자 단종의 유모이자 그를 어려서부터 길렀지만, 그는 한명회, 신숙주, 권람 등과 어울리다가 수양대군의 진영에 가담한다.
일찍부터 무예가 뛰어난 무인으로서 내금위(內禁衛)의 무사로 발탁되었으나 유명하게 된 것은 단종대에 수양대군에게 발탁되면서부터였다.
당시에 수양대군은 상당한 수의 무사들을 불러모았는데, 그도 한명회(韓明澮) 등의 천거로 수양대군의 진영에 가담하였다. 그리하여 단종 즉위 초, 한명회, 홍윤성, 권람, 신숙주, 홍달손 등과 모의, 1453년 수양대군이 당시의 집정대신이며 그의 반대파였던 김종서(金宗瑞)·황보 인(皇甫仁) 등을 죽이고 정권을 잡을 때, 적극적으로 군사를 이끌고 정난에 참여하였다.
계유정난이 성공하자, 정난을 성공시킨 공로로 정난공신(靖難功臣)2등에 책록되고 청원군(淸原君)에 봉군되었으며, 1455년(단종 3년) 세조가 즉위하자 즉위를 도운 공로로 좌익공신(佐翼功臣) 2등에 책록되고 양산군(楊山君)에 개봉되었다.
이후 공조판서, 지중추원사 등 중앙의 주요직을 역임하기도 하였으나, 주로 함경도·평안도 등 북방의 변경지대에서 근무하였다. 그 뒤 판경성부사, 중추부판사(中樞府判事)를 거쳐 1461년(세조 7)에는 다시 함길도 도체찰사와 평안도 도체찰사, 1463년에는 평안도도절제사 겸 영변부사 등을 역임하는 등 주로 북방의 변경지대에서 근무하였다. 그는 이러한 사실에 커다란 불만을 가지고 있었는데, 1466년에 임기가 차서 중앙에 소환되면서 그해 9월 세조가 북방에서 오래 근무한 일로 위로연을 베풀었는데, 이 자리에서 그는 취중에 세조에게 '상감께서도 오랫동안 왕위에 계셨으니 이제 편히 여생을 즐기는 것이 어떠냐'며 왕위를 선위(禪位)하라고 진언하였다.
세조는 공신으로서 오랫동안 지방에 나가 있게 한 것이 민망하여 위로의 잔치를 베풀었다. 그러나 이 일로 인하여 그는 신면 등의 탄핵을 받아 투옥, 처형되고, 아들들은 성주의 관노가 되었다. 이러한 그의 언동이 기록된 《세조실록》에서 당시의 사관은 그가 훈구대신임에도 불구하고 변방에서만 근무하였다는 것에 대하여 평소에 불만을 가지고 있었기 때문에 이러한 언동을 한 것이라고 말하고 있다.
화가 난 세조는 승지를 불러 그 뜻을 말하고 왕위를 세자에게 물려주려 하니 승지들은 한사코 이에 응하려 하지 않고 기세가 매우 험악하였다. 결국 신숙주(申叔舟)가 죽음을 각오하고 양위사태를 말려서 무마되었다. 그러나 양정은 대간(臺諫)으로부터 말을 함부로 하였다는 규탄을 받게 되었다. 사간원과 승정원에서는 그가 선위(禪位)를 함부로 진언하였다고 탄핵하였고, 의금부의 감옥에 갇혔다가 군기감 앞에서 사형당했다. 당시 그의 나이 60여세였다.

## 가족 관계
- 5대조 : 양기
- 고조부 : 양만수 - 고려대 예조전서
- 증조부 : 양정간 - 고려대 공조전서
- 조부 : 양지택
- 아버지 : 양식
- 어머니 : 강진 유씨 - 유극기의 딸
  - 동생 : 양형(楊泂)
  - 동생 : 양호(楊浩)
  - 동생 : 양지(楊沚)
- 부인 : 이름 미상
  - 아들 : 양유원(楊有源)
  - 아들 : 양득원(楊得源)
  - 아들 : 양계원(楊繼源)
- 9촌고모뻘 : 혜빈 양씨(세종의 후궁)

## 관련 작품

### 드라마
- 《설중매》 (MBC, 1984년~1985년 배우:장보규)
- 《파천무》(KBS2, 1990년~1990년 배우:송종원)
- 《한명회》 (KBS, 1994년~1994년 배우:선동혁)
- 《왕과 비》 (KBS, 1998년~2000년 배우:손호균)
- 《인수대비》 (JTBC, 2011년~2012년 배우:조경훈)

## 같이 보기
- 세조 찬위
- 곽연성
- 계유정난
- 홍윤성
- 봉석주

## 참고 문헌
- 단종실록
- 세조실록
- 대동야승
- 연려실기술
- 조야첨재
- 국조보감